# Lysiphlebia chrysanthemum
Lysiphlebia chrysanthemum is een insect dat behoort tot de orde vliesvleugeligen (Hymenoptera) en de familie van de schildwespen (Braconidae). De wetenschappelijke naam van de soort werd voor het eerst geldig gepubliceerd door Dong & Wang in 1993.